# 寶覺小學
寶覺小學（英語：Po Kok Primary School）是香港一所小學，位於香港島跑馬地山光道11號近聚文街交界，其校舍現已被列為香港一級歷史建築。

## 校政管理
歷任校監
- 許羅佩堅 女士[1]
- 李敏兒 女士

歷任校長
- 李麗梅 女士[1]
- 鍾麗金 女士

## 歷史
寶覺學校由何東夫人張蓮覺女士於1935年創辦，鄰近的東蓮覺苑亦於同年落成。1949年獲得香港政府註冊成為全日制津貼學校。1951年11月，新校舍落成後由港督葛量洪爵士夫人主持揭幕，其後更擴展至初中課程。1954年，將東蓮覺苑大殿後廂擴充為課室，新建三層樓房「蓮覺紀念樓」的二、三樓作教員宿舍，樓下用作功德堂供奉祖先，然後將原有的宿舍改作課室，以收容更多貧童。1956年，頗具規模的寶覺學校開辦小學日夜校、初中三年級及高中一年級。1961年時任校監羅文錦爵士夫人捐款一半，餘款由政府補助擴建樓高四層的中學課室，命名為「文錦紀念樓」，何世禮將軍亦捐助3萬餘元作課室建置費，由港督柏立基主持開幕典禮。1986年，中學部正式易名為「寶覺女子中學」，而小學部則為「寶覺女子中學附屬小學」。2001–03年間，寶覺女子中學全面搬至將軍澳彩明苑的新校舍，並易名為寶覺中學，兼收男女生。及後，原校舍由附屬小學完全佔用，9月1日起易名為「寶覺小學」，同時亦增收男生。2006年成立法團校董會，翌年成為非華語學童指定學校之一。

### 殺校復活
寶覺小學因收生不足， 於2004年初被教統局勒令停收小一新生 。時任校監何東外孫女許羅佩堅入稟法院提出司法覆核，要求推翻｢殺校令｣，但審訊尚未展開，教統局讓步同意和解，局方接納寶覺小學於九月自費開辦小一課程，只要校方收生額達到最低要求的23人，可以重返2005/06年度小一派位校網，經中央派位收生，而已升小二的自費班學生，亦可獲教統局資助。寶覺小學辦學團體準備支付84萬元開辦1班小一，家長毋須繳交學費，並保證自資小一班日後無論能否獲得政府資助，校方將承擔直至畢業的全部學費。

## 寶覺分校
分校創建於1958年，是東蓮覺苑屬校之一，首任校監羅文錦爵士夫人何錦姿秉承其母何張蓮覺居士辦學的遺志，有見當時新界鄉郊仍有不少孩童失學，因此於元朗洪水橋興辦寶覺分校，是元朗區首間佛教小學。
工業家及慈善家鄧鏡波的女兒鄧葵玉女士捐贈位於丹桂村的西方古堡式別墅予東蓮覺苑改建寶覺分校。創校初期僅設有可容納小一及小二兩班學生的單層課室，一個籃球場及由舊有建築物改成的小佛殿、音樂室和教員室等基本設施。1963年由校董會集資興建的一座樓高三層設有12個標準課室之教學大樓落成啟用，學校由小一逐漸擴辦至小六，並分上、下午班上課。2002年在原有教學大樓側興建一座三層高新翼大樓，翌年完工，增設多媒體電腦室、語言室、中央圖書館、活動室等。

## 著名／傑出校友
- 董驃：香港已故馬評人及演員[2]
- 吳瑞卿：香港學者及節目主持[3]（1965年小六）
- 蕭珍彩：佛教慈敬學校校長（1960年小六）[4]
- 楊麗莎：前寶覺小學校監（1977年小六）[5]

## 外部連結
- 寶覺小學 （页面存档备份，存于）
- 寶覺小學歷史列表 （页面存档备份，存于）
- 寶覺小學推翻教統局殺校令[] 星島日報 2004-06-05